# Потяг до Пусана 2. Півострів
Потяг до Пусана 2. Півострів (кор. 반도, Bando) — це південнокорейський фільм-трилер, що є сиквелом до Потяг до Пусана. Фільм мали показати під час Каннського кінофестивалю, але у зв'язку з коронавірусом фестиваль було скасовано. Прем'єра фільму в Кореї та Азії відбулася 15 липня 2020 року та за перший тиждень він зібрав 20 мільйонів доларів, враховуючи на те, що кількість місць в кінотеатрах було зменшено внаслідок обжемувальних заходів, пов'язаних з пандемією. Прем'єра фільму в Україні заплановано на 6 серпня 2020 року. Фільм розповідає про події, що відбуваються на території Південної Кореї після 4 років з моменту подій попереднього фільму.

## Сюжет
Південна Корея відразу занурюється в хаос. Невідомий вірус миттєво привів процвітаючу країну до цього апокаліпсису. Страшна зараза стрімко поширюється серед населення, а заражені перетворюються в живих мерців, що жадають людської крові і плоті. Уражені хворобою люди заповнюють міста і відрізають шляхи відступу. Вижити в умовах жахливої катастрофи вдається не всім, а тим, хто зміг вціліти, доводиться боротися за життя з кровожерливими тваринами. З моменту тих моторошних подій проходить чотири роки. За цей час зомбі заполонили всю Південну Корею, і лише військовий на ім'я Чон Сік зміг залишити заражену зону і перейти кордон. Незабаром він повинен повернутися туди, де все почалося і покласти край епідемії.

## Акторський склад
- Кан Тон Вон як Чон Сок
- Лі Чон Хьон як Мін Джу
- Лі Ре як Чун І
- Квон Хе Хьо як Кім
- Кім Мін Дже як сержант Хван
- Ку Кю Хван як капітан Со
- Кім То Йон як Чхоль Мін
- Лі Є Вон як Ю Джін
- Чан Со Йон як старша сестра Чон Сока
- Мун У Джін як Тон Хван
- Кім Кю Бек як рядовий Кім